# Colette Mann
'Colette Mann es una actriz y escritora australiana, conocida por haber interpretado a Doreen Anderson en Prisoner. 

## Biografía
Colette está casada y tiene dos hijos, Sam y Charlie.

## Carrera
Colette tenía una columna en la revista New Idea en la que hablaba acerca de ella y sus hijos.
Fue miembro de un grupo en 1980 llamado "The Mini Busettes", conformado por las actrices Sheila, Jane Clifton y Betty Bobbitt, aparecieron durante tres temporadas en el Le Joke Comedy y en Sydney League's Clubs.
En 1979 se unió al elenco de la serie Prisoner donde interpretó a la criminal Doreen Anderson-Burns hasta 1984.
En 2005 representó el papel de Little Buttercup en la ópera ligera H.M.S. Pinafore fue criticada por su interpretación poco ortodoxa, su tono vocal estridente y su mal registro. 
El 3 de mayo de 2012 se unió al elenco recurrente de la exitosa serie australiana Neighbours donde interpreta a Sheila Canning la abuela de Kyle Canning y matriarca de la familia Canning. Anteriormente apareció por primera vez en la serie en 1995 donde interpretó a Cheryl Stark durante diecinueve episodios por ocho semanas hasta 1996, Colette reemplazó a la actriz Caroline Gillmer en el rol de Cheryl luego de que se enfermara. En el 2013 se anunció que Colette se había unido al elenco principal de la serie.

## Filmografía

### Series de televisión
| Año             | Título                         | Personaje               | Notas                             |
| --------------- | ------------------------------ | ----------------------- | --------------------------------- |
| 2012 - presente | Neighbours                     | Sheila Canning          | 446 episodios                     |
| 2010            | Sleuth 101                     | Ann                     | episodio "Late and Live"          |
| 2003            | Blue Heelers                   | Denise Petrucci         | episodio "Motherhood"             |
| 2003            | MDA                            | Daphne Lowe             | episodio "A Time and a Place"     |
| 1999            | Party of Five                  | Enfermera               | episodio "Fate, Hope and Charity" |
| 1997            | JAG                            | Enfermera de Emergencia | episodio "Ghosts"                 |
| 1995            | The Client                     | Lorraine                | episodio "Child's Play"           |
| 1994            | Snowy River: The McGregor Saga | Mrs. Carney             | 4 episodios                       |
| 1993            | Stark                          | Dixie                   | 3 episodios                       |
| 1991            | The Flying Doctors             | Trisha                  | episodio "Dirty Linen"            |
| 1979 - 1984     | Prisoner                       | Doreen Burns            | 293 episodios                     |

### Películas
| Año  | Título               | Personaje         | Notas                                                                                       |
| ---- | -------------------- | ----------------- | ------------------------------------------------------------------------------------------- |
| 2009 | Just Desserts        | Frances           | corto - junto a Wendy Hughes & Stephen Leeder                                               |
| 2005 | H.M.S. Pinafore      | Pequeña Buttercup | junto a Richard Alexander, John Bolton-Wood & Roxane Hislop                                 |
| 2000 | The Dish             | Betty, la poeta   | junto a Sam Neill, Roz Hammond, Bille Brown, Bernard Curry, Denise Roberts & Roy Billing    |
| 1988 | Outback Bound        | Edith Fraser      | junto a Donna Mills, Andrew Clarke, Robert Harper, Nina Foch, John Schneider & Doug Scroope |
| 1983 | Kitty and the Bagman | Doris de Salle    | junto a Liddy Clark, David Bradshaw & John Stanton                                          |

### Escritora
| Año  | Libro              | Notas     |
| ---- | ------------------ | --------- |
| 2002 | Give Me A Break    | escritora |
| 1990 | It's a Man's World | escritora |

### Coreógrafa y directora
| Año  | Título                                          | Notas                          |
| ---- | ----------------------------------------------- | ------------------------------ |
| 1979 | Errol Flynn's Great Big Adventure Book for Boys | obra - coreógrafa              |
| 1979 | Uncle Vanya                                     | obra - directora de movimiento |
| 1978 | The Resistible Rise of Arturo Ui                | obra - coreógrafa              |
| 1978 | The Beaux' Stratagem                            | obra - coreógrafa              |
| 1977 | Hats                                            | obra                           |
| 1974 | Godspell                                        | obra - directora               |

### Teatro
| Año        | Obra                                              | Personaje | Director (a)      | Teatro               | Notas                                                   |
| ---------- | ------------------------------------------------- | --------- | ----------------- | -------------------- | ------------------------------------------------------- |
| 2010       | Head Full Of Love                                 | -         | Wesley Enoch      | Brown's Mart Theatre | junto a Roxanne McDonald                                |
| 2010       | Spontaneous Broadway                              | -         | -                 | -                    | junto a Russell Fletcher, John Fleming & Shaun Micallef |
| 2006, 2008 | Mum's The Word 2: Teenagers                       | -         | -                 | Comedy Theatre       | junto a Rebecca Gibney, Jane Hall & Louise Siversen     |
| 2007       | Priscilla, Queen of the Desert (musical)          | Shirley   | Simon Phillips    | Regent Theatre       | junto a Michael Caton, Jacki Weaver & Jeremy Stanford   |
| 2007       | Rabbit Hole                                       | -         | Naomi Edwards     | Red Stitch Theatre   | junto a Jenny Lovell, Kat Stewart & David Whiteley      |
| 2004, 2006 | Urinetown                                         | -         | Simon Phillips    | Sydney Theatre       | junto a Francis Greenslade, Shane Bourne & Lisa McCune  |
| 2005       | HMS Pinafore and Trial By Jury                    | -         | Stuart Maunder    | State Theatre        | junto a Roxane Hislop, David Hobson & Andrew Jones      |
| 2003       | An Evening with Deborah Kennedy and Collette Mann | -         | -                 | Sydney Theatre       | junto a Deborah Kennedy                                 |
| 2001       | The Vagina Monologues                             | -         | -                 | Belvoir St. Theatre  | -                                                       |
| 1997       | Aladdin                                           | -         | Gary Down         | -                    | junto a Paul Baden, Jon Finlayson & Steve Kidd          |
| 1997       | Waking Eve                                        | -         | Cathy Downes      | Glen St. Theatre     | junto a Francis Greenslade                              |
| 1996       | Daze of Our Lives                                 | -         | -                 | Theatre 3            | -                                                       |
| 1996       | The Rover                                         | -         | Roger Hodgman     | Playhouse Theatre    | junto a Anita Hegh, Dennis Coard & Andrew McFarlane     |
| 1994       | One Small Step                                    | -         | Leith Taylor      | Glen St. Theatre     | -                                                       |
| 1993       | Shear Madness                                     | -         | Terence O'Connell | Comedy Club          | junto a Greg Fleet, Tracey Harvey & Rhys Muldoon        |
| 1993       | The Dutch Courtesan                               | -         | Roger Hodgman     | Russell St. Theatre  | junto a Frances O'Connor, Geoffrey Rush & Alison Whyte  |
| 1982       | On Our Selection                                  | -         | Graeme Blundell   | Athenaeum Theatre    | junto a Tommy Dysart, Garry McDonald & Anne Phelan      |
| 1979       | Cinderella                                        | -         | Frank Hauser      | Athenaeum Theatre    | junto a Jonathan Hardy, Natalie Lynch & Roger Oakley    |
| 1978       | Gone With Hardy                                   | -         | Ray Lawler        | Russell St. Theatre  | junto a Detlef Bauer, Ron Challinor & Tommy Dysart      |
| 1977       | Hats                                              | -         | Gary Down         | Playbox Theatre      | junto a Ron Challinor                                   |
| 1971       | Godspell                                          | -         | Sammy D. Bayes    | Playbox Theatre      | junto a Neil Bryant, Karen Corbett & Colleen Hewett     |